# Ян Лиуей
Ян Лиуей (на традиционен китайски: 楊利偉, на опростен китайски: 杨利伟, на пинин: Yang Liwei) е генерал-майор от Народоосвободителната армия на КНР (НОАК) и 1-ви китайски, 432-ри в света космонавт.

## Биография
Ян Лиуей е роден на 21 юни 1964 в с. Суичжон, провинция Ляонин, Китай. Съпругата му Джан Юймей (Zhang Yumei) е офицер от НОАК. Имат син (р. 2002 г.).

## Служба във ВВС и космическа подготовка
Ян Лиуей завършва училище през 1983 г. Оттогава служи във Военновъздушните сили на НОАК. Той става пилот на изтребител и се издига до звание подполковник. През януари 1998 г. е избран в отряда на китайските космонавти. През 2003 г. (края на лятото) е включен в първата група от трима кандидати, преминали непосредствена подготовка за първия полет. На заседание на държавната комисия на 14 октомври е утвърден за основен космонавт. Малко преди полета му е присвоено званието полковник. Името на първия китайски космонавт се държало в тайна. То станало известно само един ден преди старта и е публикувано в пресата на Хонконг.

## Космически полет
Ян Лиуей извършва космически полет с кораба „Шънджоу 5“, който е изведен в орбита около Земята с ракетата-носител „Чанджън“ („Великия поход“) на 15 октомври 2003 г. Казано било, че Ян Лиуей имал със себе си оръжие, нож и палатка в случай на приземяване на непредвидено място. Освен това, Ян Лиуей имал със себе си на борда знамена на Китай и ООН.
„Шънджоу-5“ се приземява на 16 октомври 2003 г. в автономния район Вътрешна Монголия, извършил за 21 часа 14 обиколки около Земята. Петнадесет минути след приземяването, с помощта на хора от спасителния отряд, Ян Лиуей излиза от кораба и заявил, че се чувства добре. Председателят на Китай Ху Дзинтао го поздравил с успешния полет. След полета Ян Лиуей става национален герой на Китай. В едно от интервютата след полета Ян Лиуей отговаря, че той не видял великата китайска стена от космоса.
На 7 ноември 2003 г. Ян Лиуей получава титлата „Герой на космоса“ от Дзян Дзъмин, бивш Председател на КНР и Председател на Централния военен съвет на КНР.
През юли 2008 г. на Ян Лиуей е присвоено званието генерал-майор от ВВС на НОАК.

## Интересни факти
Въпреки че Ян Лиуей стана първият космонавт на Китай, той не е първият етнически китаец в космоса. Преди него, през 1985 г., по време на мисията на совалката "Чалънджър", мисия STS-51B в космоса е бил американеца от китайски произход (роден в Шанхай) Тейлър Уонг (Taylor Wang). Още по-рано, през 1968 г., в космоса бил родения в Хонконг американски астронавт Уилям Андерс, извършил полет с „Аполо 8“, а през 1985—1996 г. 5 космически полета извършва Шанън Лусид, родена в Шанхай.
На името на Ян Лиуей е наречен астероидът 21064 Янлиуей.